# Holoșnița Nouă, Drochia
Holoșnița Nouă este un sat din cadrul comunei Palanca din raionul Drochia, Republica Moldova.

## Demografie

### Structura etnică
Conform recensământului populației din 2004, satul avea 176 locuitori, dintre care 173 moldoveni/români, 2 ucraineni și 1 rus.